# Superheaven
Superheaven (раніше були відомі як Daylight) — американський альтернативний рок-гурт із Дойлстауна, штат Пенсільванія.

## Історія
Як Daylight, гурт утворився на початку 2008 року і випустив свій дебютний лонгплей Sinking у 2009 році на лейблі Get This Right Records. Другий мініальбом Dispirit вийшов у 2010 році на лейблі Six Feet Under Records, а третій, The Difference in Good and Bad Dreams, у 2012 році на Run for Cover Records. Їхній дебютний студійний альбом Jar вийшов у квітні 2013 року на тому ж лейблі і потрапив на 184 місце в чарті Billboard 200. Гурт увійшов до списку «39 перспективних гуртів, які ви повинні почути до кінця 2013 року» за версією Alternative Press. Після юридичної суперечки з однойменним іспанським гуртом Daylight, гурт змінив назву на Superheaven на початку 2014 року. Пізніше того ж року колектив підписав контракт із лейблом SideOneDummy Records. Вони випустили свій другий альбом Ours Is Chrome у травні 2015 року.
Після завершення туру на підтримку альбому Ours is Chrome гурт припинив активну діяльність. У 2017 році Медісон і Кларк заснували новий гурт Webbed Wing. Їхній дебютний альбом Bike Ride Across the Moon вийшов у 2019 році. Роббінс заснував гурт DARK MTNS з Джошем Макі з Gunk, який випустив дебютний альбом Up Above This Cloud у 2017 році. Він також грав у гурті Flight Habit. Кейн значною мірою відійшов від музики і заснував власний теслярський бізнес Cliffside Carpenter.
Втім, у наступні роки гурт неодноразово возз'єднувався та відігравав низку концертів. У грудні 2017 року Superheaven відіграли секретний сет разом із Tigers Jaw і Turnstile на благодійному заході Philabundence, організованому музичним продюсером Віллом Їпом. Через кілька днів після цього гурт оголосив про одноразовий виступ на підтримку Planned Parenthood 2 березня 2018 року в The Other Side у Вілкс-Баррі, штат Пенсільванія. Вони також зіграли з Balance and Composure під час свого останнього туру у 2019 році.
Superheaven знову возз'єдналися у 2022 році, щоб зіграти на фестивалі Outbreak Fest у Манчестері в червні - разом із Turnstile, Knocked Loose і Basement, а також виступити в лондонському клубі New Cross Inn. У листопаді 2022 року було оголошено, що гурт зіграє на фестивалі Sick New World у Лас-Вегасі у травні 2023 року. За цим послідувало оголошення про повноцінний тур у січні 2023 року, де гурт відсвяткує 10-річчя Jar.

## Учасники
- Джейк Кларк — вокал, гітара (2008—2016, з 2022)
- Джо Кейн — бас-гітара (2008—2016, з 2022)
- Тейлор Медісон — вокал, гітара (2008—2016, з 2022)
- Зак Роббінс — ударні, бек-вокал (2012—2016, з 2022)

### Колишні учасники
- Джон Боуз — ударні (2008—2012)

## Дискографія

### Студійні альбоми
- 2013 — Jar
- 2015 — Ours Is Chrome

### Мініальбоми
- 2009 — Sinking (як Daylight)
- 2010 — Dispirit (як Daylight)
- 2011 — Run for Cover Acoustic Series #3 (як Daylight)
- 2012 — The Difference in Good and Bad Dreams (як Daylight)